# Haltérophilie aux Jeux olympiques d'été de 2012 - Plus de 105 kg hommes
Navigation
Pékin 2008 Rio de Janeiro 2016
L'épreuve des plus de 105 kg en haltérophilie des Jeux olympiques d'été de 2012 a lieu le 7 août dans le ExCeL de Londres.

## Médaillés
| Or            | Argent               | Bronze                        |
| Behdad Salimi | Sajjad Anoushiravani | Jeon Sang-Guen Ruslan Albegov |

Le russe Ruslan Albegov, classé troisième, a été disqualifié par l'IWF et la médaille a été réattribué en mars 2024 au Sud-Coréen Jeon Sang-Guen .

## Calendrier
Toutes les heures sont en British Summer Time (UTC+1).
| Date              | Heure           | Tour              |
| ----------------- | --------------- | ----------------- |
| Mardi 7 août 2012 | 15 h 30 19 h 00 | Groupe B Groupe A |

## Résultats
| Rang                                | Athlète              | Pays               | Groupe | Poids  | Arraché (kg) | Arraché (kg) | Arraché (kg) | Arraché (kg) | Épaulé-jeté (kg) | Épaulé-jeté (kg) | Épaulé-jeté (kg) | Épaulé-jeté (kg) | Total |
| Rang                                | Athlète              | Pays               | Groupe | Poids  | 1            | 2            | 3            | Résultat     | 1                | 2                | 3                | Résultat         | Total |
| ----------------------------------- | -------------------- | ------------------ | ------ | ------ | ------------ | ------------ | ------------ | ------------ | ---------------- | ---------------- | ---------------- | ---------------- | ----- |
| Médaille d'or, Jeux olympiques      | Behdad Salimi        | Iran               | A      | 168.19 | 201          | 205          | 208          | 208          | 247              | 264              | —                | 247              | 455   |
| Médaille d'argent, Jeux olympiques  | Sajjad Anoushiravani | Iran               | A      | 152.46 | 198          | 204          | 204          | 204          | 237              | 245              | 251              | 245              | 449   |
| DSQ                                 | Ruslan Albegov       | Russie             | A      | 147.15 | 198          | 204          | 208          | 208          | 240              | 245              | 247              | 240              | 448   |
| Médaille de bronze, Jeux olympiques | Jeon Sang-Guen       | Corée du Sud       | A      | 157.53 | 190          | 200          | 200          | 190          | 246              | 246              | 259              | 246              | 436   |
| DSQ                                 | Irakli Turmanidze    | Géorgie            | A      | 126.23 | 192          | 198          | 201          | 201          | 225              | 232              | 232              | 232              | 433   |
| 4                                   | Ihor Shymechko       | Ukraine            | A      | 137.38 | 197          | 197          | 200          | 197          | 225              | 232              | 237              | 232              | 429   |
| 5                                   | Jiří Orság           | République tchèque | A      | 128.15 | 182          | 187          | 190          | 187          | 231              | 239              | 242              | 239              | 426   |
| 6                                   | Almir Velagić        | Allemagne          | A      | 141.41 | 186          | 190          | 192          | 192          | 229              | 234              | 238              | 234              | 426   |
| DSQ                                 | Yauheni Zharnasek    | Biélorussie        | B      | 147.37 | 188          | 193          | 196          | 196          | 219              | 225              | 230              | 230              | 426   |
| 7                                   | Chen Shih-Chieh      | Taipei chinois     | B      | 141.14 | 177          | 182          | 185          | 182          | 230              | 236              | 240              | 236              | 418   |
| 8                                   | Péter Nagy           | Hongrie            | B      | 155.55 | 184          | 191          | 196          | 191          | 216              | 225              | 230              | 225              | 416   |
| 12                                  | Fernando Reis        | Brésil             | B      | 140.49 | 178          | 180          | 186          | 180          | 220              | 225              | —                | 220              | 400   |
| 13                                  | Kazuomi Ota          | Japon              | B      | 146.51 | 180          | 184          | 185          | 185          | 215              | 215              | 222              | 215              | 400   |
| 14                                  | Itte Detenamo        | Nauru              | B      | 151.32 | 165          | 170          | 175          | 175          | 205              | 215              | 215              | 215              | 390   |
| 15                                  | Christian López      | Guatemala          | B      | 139.15 | 172          | 177          | 177          | 172          | 209              | 209              | 215              | 215              | 387   |
| 16                                  | Damon Kelly          | Australie          | B      | 150.83 | 155          | 160          | 165          | 165          | 192              | 201              | 216              | 216              | 381   |
| 17                                  | Frederic Fokejou     | Cameroun           | B      | 132.74 | 150          | 155          | 160          | 160          | 190              | 200              | 202              | 202              | 362   |
| 18                                  | Carl Henriquez       | Aruba              | B      | 150.38 | 115          | 122          | 127          | 122          | 160              | 160              | 171              | 160              | 282   |
| –                                   | Matthias Steiner     | Allemagne          | A      | 149.98 | 192          | 196          | 197          | 192          | —                | —                | —                | —                | Abd   |